# The Game Kitchen

## The Game Kitchen
The Game Kitchen es un estudio independiente de desarrollo de videojuegos con sede en Sevilla (España) y con presencia en Tenerife. Es conocido por títulos como The Last Door, la saga Blasphemous y Ninja Gaiden: Ragebound.

## Historia
The Game Kitchen fue fundado en 2009 por Mauricio García.  
Tras el estreno de The Last Door (2013) y el éxito internacional de Blasphemous (2019), financiado parcialmente a través de Kickstarter y editado por Team17, el estudio sorprendió en The Game Awards 2024 anunciando Ninja Gaiden: Ragebound, un nuevo capítulo de la saga de Koei Tecmo desarrollado junto a Dotemu y lanzado en julio de 2025.

## Organización y sedes
La sede principal del estudio está en Sevilla. En su web oficial informaron sobre la apertura de una segunda localización en Tenerife a inicios de 2023.

## Personal y roles relevantes
El equipo de The Game Kitchen ha contado con figuras como Mauricio García (dirección/producción), Enrique Cabeza (dirección creativa) y Maikel Ortega (diseño). Enrique Colinet fue contratado como hito de la campaña de Kickstarter de Blasphemous como diseñador de niveles y responsable del doblaje.

## Juegos desarrollados
| Año  | Título                  | Género                           | Plataformas                                     | Editor / Publicado por |
| ---- | ----------------------- | -------------------------------- | ----------------------------------------------- | ---------------------- |
| 2013 | The Last Door           | Aventura gráfica point-and-click | PC, macOS, Linux, iOS, Android                  | The Game Kitchen       |
| 2019 | Blasphemous             | Metroidvania, acción-plataformas | PC, Switch, PS4, Xbox One                       | Team17                 |
| 2023 | Blasphemous II          | Metroidvania, acción-plataformas | PC, Switch, PS5, Xbox Series X/S                | Team17                 |
| 2025 | Ninja Gaiden: Ragebound | Hack and slash, plataformas 2D   | PC, Switch, PS4, PS5, Xbox One, Xbox Series X/S | Dotemu                 |